# 泰尔多比亚泰
泰尔多比亚泰（義大利語：Terdobbiate），是意大利诺瓦拉省的一个市镇。总面积8平方公里，人口508人，人口密度63.5人/平方公里（2009年）。ISTAT代码为003144。